# 新堂友衛
新堂 友衛（しんどう ともえ、1931年〈昭和6年〉5月 - 2023年〈令和5年〉9月6日）は、日本の実業家。元大阪シティ信用金庫最高顧問。

## 略歴
大阪市出身。1950年（昭和25年）大阪府立四条畷高等学校（現・大阪府立四條畷高等学校）卒業、1955年大阪経済大学経済学部卒業。1967年大阪市信用金庫理事、1974年常務理事、1979年専務理事、1988年理事長。2010年（平成22年）代表理事会長就任。2013年より、市信金など3金庫の合併した大阪シティ信用金庫の名誉会長。
大阪府信用金庫協会・会長、近畿地区信用金庫協会・会長、全国信用金庫協会・副会長、信金中央金庫・理事などの要職に就き、特に大阪府下8金庫の合併を手がけ、当時経営不振問題に直面していた大阪府内の信用金庫再編を行い、金融不安の回避に尽力した。
2023年（令和5年）9月6日、死去。92歳没。

## 人物
- 井植敏（三洋電機の元会長兼CEO）、橋本守（丸紅の元副社長）らは四条畷高校時代の同級生で友人。四条畷高校では柔道やラグビー、水泳などさまざまなスポーツに取り組んだが、「短気な性格」のため、大阪経済大学に入学後「精神修行のため」に「礼・心・技を重んじる空手道」のクラブを立ち上げた[4]。
- 大阪市体育協会会長、近畿軟式野球連盟会長なども兼任しスポーツを通した地域貢献活動も行う。2005年生涯スポーツ功労者 文部科学大臣表彰を受賞。2009年大阪スポーツ大賞を受賞。
- 2014年全国神社総代会より神社功労者として表彰を受ける。

## 受章
- 1995年（平成7年）- 黄綬褒章
- 2001年 -勲四等旭日小綬章

## 主な役職
- 大阪シティ信用金庫・名誉会長
- 大阪市体育協会・会長
- 大阪体育協会・副会長
- 大阪ウエイトリフティング協会・名誉会長
- 関西経済同友会・幹事
- 日本ユニセフ協会大阪支部・常務理事
- IAAF世界陸上2007大阪大会組織委員会・元常務理事
- 大阪経済大学・理事[5]
- 近畿軟式野球連盟・元会長
- 大阪府軟式野球連盟・会長
- 大阪府少年野球協会・会長
- 全日本軟式野球連盟・相談役
- 大阪府神社総代会副会長
- 大阪天満宮責任役員（氏子総代）
- 住吉大社常任総代
- 皇大神宮責任役員